# Gulhuvad manakin
Gulhuvad manakin (Chloropipo flavicapilla) är en fågel i familjen manakiner inom ordningen tättingar.

## Utseende och läte
Gulhuvad manakin är en 12–13 cm lång medlem av familjen. Hanen har guldgult på hjässa och nacke, därav namnet. Ovansidan är bjärt olivgrön. På ansikte, strupe och bröst är den ljusare och gulare, på buken ljusgul och undre stjärttäckarna vitt. Ögat är ljust orangerött, övre näbbhalvan svartaktig och undre näbbhalvan ljusare blågrå. Benen är grå. Honan liknar hanen men har mindre gult och mer dämpade färger på huvud och bröst. Lätet har inte noterats, men verkar vara i det närmaste tystlåten.

## Utbredning och systematik
Fågeln förekommer i västra och centrala Anderna i Colombia och nordöstra Ecuador. Den behandlas som monotypisk, det vill säga att den inte delas in i några underarter.

## Status och hot
Gulhuvad manakin har en liten världspopulation bestående av uppskattningsvis endast 3 500–4 000 vuxna individer.Den tros också minska i antal till följd av habitatförlust. Fågeln är därför upptagen på internationella naturvårdsunionen IUCN:s röda lista över hotade arter, kategoriserad som sårbar (VU).